# ANAS S.p.A.
Pour les articles homonymes, voir Anas (homonymie).

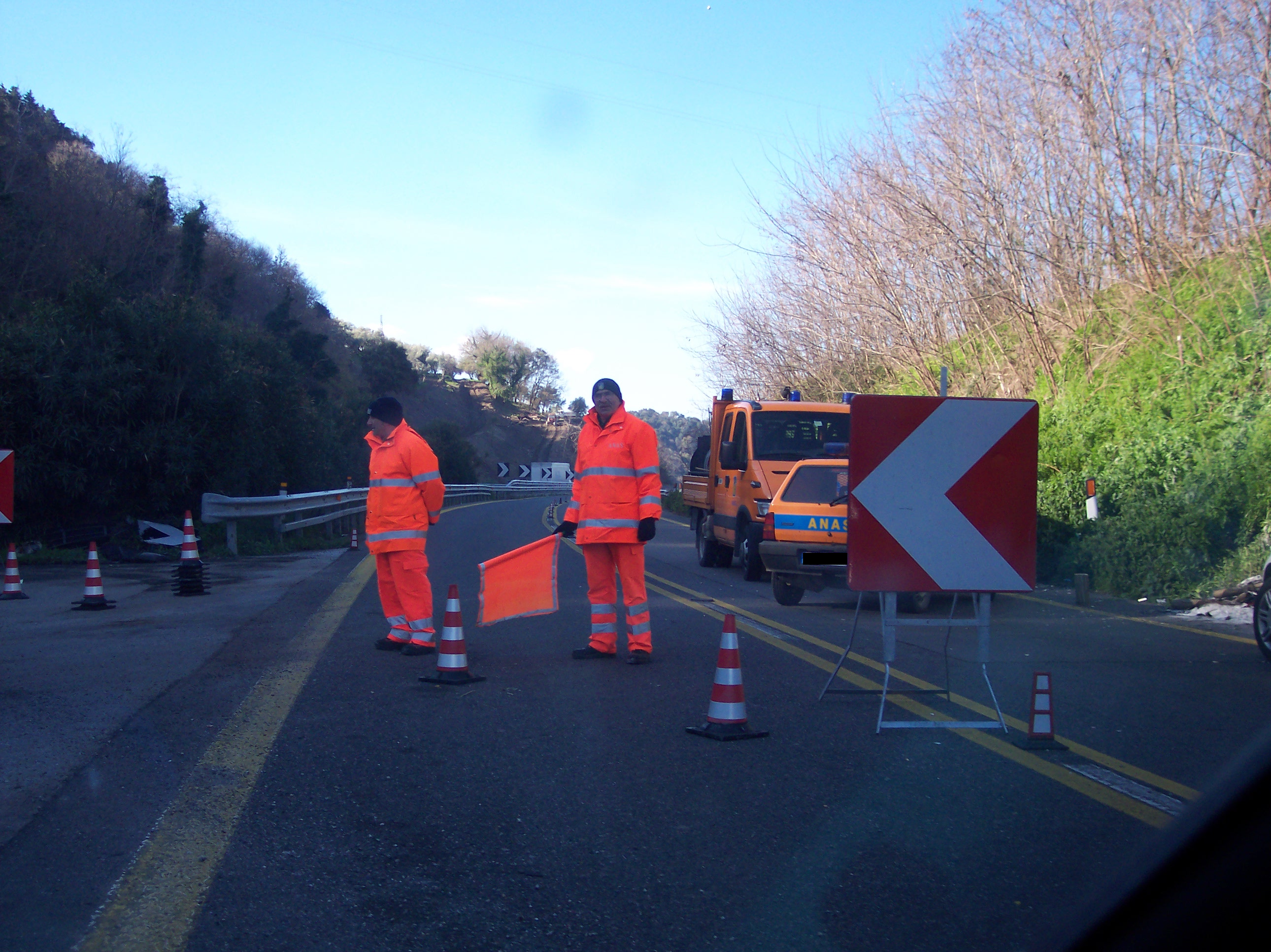
Ouvriers de l'ANAS en intervention sur l'autoroute A2 Salerne-Reggio de Calabre

ANAS S.p.A. ou Ente nazionale per le strade (« Société nationale pour les routes »), appelée anciennement Azienda nazionale autonoma delle strade (« Agence nationale autonome des routes ») est une société par actions italienne qui projette, construit et gère l'ensemble du réseau routier national italien ainsi que les autoroutes italiennes gratuites dont elle a la concession.
Avant de devenir une société anonyme au 1er janvier 2003, l'ANAS était une société d'État.
L'ANAS est la propriété de l'État italien. Depuis janvier 2018, elle fait partie du groupe Ferrovie dello Stato Italiane.

## Historique

### De l'AASS à l'ANAS d'aujourd'hui
1928 - La naissance de l'ANAS remonte à cette date à laquelle le gouvernement fasciste de Benito Mussolini créa l'institution A.A.S.S. - Azienda Autonoma Statale della Strada - Société autonome d'État de la route.
L'AASS fut chargée de la gestion de 137 artères routières en piteux état, d'une longueur totale de 20 622 km, et de terminer les 450 km de routes en construction. C'était l'époque pendant laquelle le gouvernement italien finançait sans compter pour soutenir l'économie, les grands travaux de bonification, l'extension des réseaux ferré et routier, les ouvrages d'urbanisme comme la création de l'EUR à Rome.
1935-36 - Cette période fut marquée par la phase d'expansion territoriale du régime fasciste avec l'invasion de l'Éthiopie en 1935, la création des colonies italiennes d'Afrique. L'AASS fut chargée par Mussolini de réaliser en très peu de mois plus de 7 000 km de routes dans les territoires conquis qui en étaient dépourvus.
1940 - La guerre qui avait débuté l'année précédente, mais sans conséquences, produit ses premières destructions. Celles-ci s'amplifieront avec la destruction progressive de tous les réseaux de transports causée par le bombardement systématique des avions alliés.
1946 - Une fois la guerre terminée, au lendemain du référendum qui a vu l'Italie devenir une République, avec l'abdication du roi Victor Emmanuel III, l'AASS a été démantelée par décret du 27 juin 1946 qui instaurait la constitution de l'ANAS - "Azienda Nazionale Autonoma delle Strade Statali".
Durant les longues années de la reconstruction de l'Italie, l'ANAS sera toujours en première ligne, en intervenant sur la totalité du réseau routier d'une longueur de 21 146 km comprenant des dizaines de milliers de ponts et tunnels à reconstruire.
1955 - Moins de 10 ans après la fin de la Seconde Guerre mondiale, l'Italie se lance dans la motorisation de masse. La Fiat 600 à peine lancée, envahit les routes. En 1956, Piaggio fête le millionième scooter Vespa fabriqué. Un an plus tard apparaît la Nuova Fiat 500. Ce n'est donc pas par pur hasard que l'Italie développe fortement son réseau autoroutier, dont elle a inventé le principe au tout début du siècle avec la première autoroute du monde, l'A8 - Autoroute des Lacs. Le réseau autoroutier italien dépassait déjà les 5 500 km au début de 1975.
1960 - C'est le début du « miracle économique italien » qui voit une très forte élévation du niveau de vie et l'explosion de la consommation des ménages. Entre 1954 et 1964 le nombre d'automobiles passa de 342 000 à 4 670 000 et les motocyclettes de 700 000 à 4 300 000.
1961 -  L'ANAS voit son statut modifié et sa raison sociale devient "Azienda Nazionale Autonoma delle Strade - Entreprise nationale autonome des routes. Le réseau national routier italien est passé de 35 169 km en 1963 à 42 800 en 1970.
1962 - Le centre expérimental de Cesano devient opérationnel. Il permet aux ingénieurs de l'ANAS de procéder aux travaux de recherche sur les produits nouveaux, de réaliser tous les tests et essais grandeur nature.
1964-65 - La croissance économique du pays impose le renforcement des liaisons avec les pays limitrophes, Suisse et France notamment et verra en 1964, l'ouverture du tunnel du Grand-Saint-Bernard côté suisse et en 1965, le tunnel du Mont-Blanc côté français.
1973 - C'est l'année du premier choc pétrolier. L'Italie prend, comme bon nombre d'autres pays, des mesures draconiennes avec l'interdiction de circuler les jours fériés et limite la vitesse sur les routes et autoroutes.
1974 - Le grand programme national visant à l'amélioration du réseau routier se poursuit.
L'autoroute A2 - Salerno-Reggio Calabria en Calabre, est ouverte à la circulation, c'est l'artère autoroutière la plus importante réalisée directement par l'État italien à travers l'ANAS. Cette autoroute est gratuite.
1975 - Les travaux de construction du T4-Tunnel du Fréjus débutent sous la direction de Fiat Engineering. Il sera ouvert à la circulation 5 ans plus tard.
1980 - La décennie voit une forte reprise des investissements dans les infrastructures :
- Plan décennal italien pour la "Viabilité de Grande Communication" loi 531/1982,
- Création du système "Viacard" carte pour les péages autoroutiers et, en 1986, instauration du "Telepass" qui permet le télépéage sans s'arrêter à la barrière,
- Restructuration de l'actionnariat des sociétés d'autoroutes en concession,
- Augmentation de la longueur du réseau autoroutier confié à l'ANAS,

1987 - ANAS ouvre la première route nationale, la SS 36 Lecco-Colico en Lombardie, avec un télécontrôle et signalisation télécommandée, l'ensemble relié à un centre opérationnel déporté.
1990 - Avec l'accueil de la Coupe du Monde de football qui débuta le 8 juin, l'ANAS a la charge de gérer les travaux complémentaires d'amélioration sur tout le réseau routier.
1990-94 - De gros investissements sont réalisés et notamment avec l'accueil des « Colombiennes » - fêtes organisées en commémoration de Christophe Colomb à Gênes. L'Italie connaîtra également l'opération "Mani Pulite" qui toucha de près le secteur de la construction.
1994-95 - Par décret législatif no 143 du 26 février 1994 et le décret du président du Conseil du 26 juillet 1995, l'ANAS devient une entreprise publique "Ente Nazionale per le Strade", mais ne changera pas d'appellation.
1995-99 - L'ANAS lance le programme de modernisation de l'autoroute Salerno-Reggio Calabria.
Un évènement tragique se produit : l'incendie dans le tunnel du mont Blanc. L'État italien privatise des sociétés de la holding publique tentaculaire IRI. Un vaste programme pour renforcer la sécurité sur la route et en particulier dans les tunnels, dont l'Italie, à elle seule, en compte plus que tous les autres pays d'Europe réunis. Un système unique de contrôle des ouvrages sur tout le territoire est créé.
2000 - Début du système de gestion du trafic avec la signalisation variable et interactive sur le réseau italien. 
Lancement du processus de régionalisation d'une grande partie du réseau routier, passage des fonctions dévolues à l'ANAS aux organismes territoriaux régionaux : 20 000 km de routes resteront sous la responsabilité de l'ANAS, 25 000 km ont été transférés aux régions.
2002 Conformément à la loi no 178 du 8 août 2002, l'ANAS change de statut et devient une société anonyme. Ce processus a été mené à terme le 19 décembre 2002 après la constitution de la société, la nomination d'un conseil d'administration qui a pu délibérer et approuver ce nouveau statut. Depuis le 1er janvier 2003 l'ANAS est une société anonyme.
2003 - Les travaux de modernisation du quart nord–ouest du GRA - Grand raccord annulaire autoroutier de Rome, d'une longueur globale de 18,5 km sont terminés.
2007 - Constitution de la première société mixte conjointe entre ANAS SpA et la région Lombardie le 19 février, appelée "CAL - Concessions autoroutières lombardes. La société “CAL”  (50 % ANAS, 50 % Infrastrutture Lombarde) dispose de la concession pour construire et gérer les trois nouvelles artères importantes de Lombardie : l'autoroute Pedemontana Lombarda, la nouvelle autoroute Brescia-Bergamo-Milano (Brebemi) et la Tangenziali Esterne di Milano - contournement extérieur de Milan.

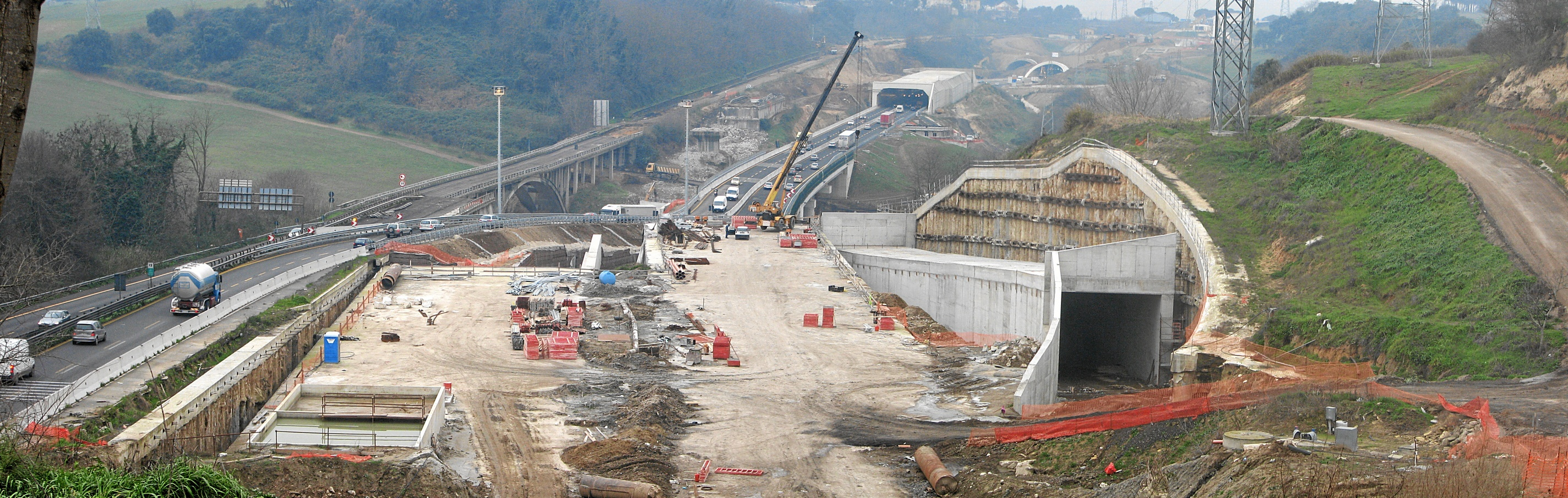
Travaux sur le GRA Autoroute A90

En 2007 ANAS SpA a livré l'élargissement d'un tronçon de 4 km du GRA comprenant le tunnel Trionfale de 464 m, le tunnel Villa Romana de 168 m, le nouvel échangeur de via Trionfale, le viaduc Quarto degli Ebrei de 111 m, le tunnel Volusia de 450 m et le nouveau pont sur le  Tibre de 350 m. Ce pont constitue un ouvrage de grande qualité architecturale mais surtout un exploit d'ingénierie au niveau mondial.
Le 28 juin 2007, ANAS SpA est devenue l'actionnaire majoritaire de la société "Stretto di Messina", concessionnaire de la liaison fixe entre l'Italie et la Sicile, chargée de la conception, la réalisation et la gestion du pont sur le détroit de Messine.
2008 - Sur le modèle de la société mixte "CAL", ANAS SpA a créé des sociétés mistes identiques avec les régions Vénétie, Latium, Molise et Piémont, pour la réalisation de nouvelles infrastructures.
Le 23 juillet 2008, ANAS SpA a ouvert à la circulation le premier macro-lot de l'autoroute A2, ente Sicignano degli Alburni et Atena Lucana, d'une longueur de 30 km, dont le coût s'est élevé à 600 M€. C'est le premier ouvrage réalisé en Italie sous la forme de General Contractor, qui n'était pas autorisée au préalable.

## Organisation
L'entreprise est structurée en 19 compartiments décentralisés au niveau régional, coordonnés par la direction générale dont le siège est à Rome - Via Monzambano, 10.
ANAS SpA dispose d'un centre opérationnel national depuis les années 1960, qui coordonne le service d'information et de sécurité routière, en liaison avec les centres régionaux. À l'origine, les messages étaient diffusés sur les chaînes nationales de radio diffusion RAI, Rai Radio 1, 2 et 3.
À l'aide du numéro d'appel gratuit "Pronto Anas 841.148", on peut contacter le bureau des relations avec le public pour signaler un évènement ou accident, faire une réclamation. Une fréquence unique sur le territoire italien permet d'écouter les messages sur fond musical.

## Le réseau routier ANAS
Le réseau routier global sous gestion de ANAS SpA codifié selon les critères du Code de la route italien de 1992, est de 20 764 km. ANAS SpA dispose d'agences régionales sauf dans la région autonome du Trentin-Haut-Adige depuis le 1er juillet 1998 qui a délégué aux deux provinces de Trente et Bolzano, la responsabilité de la viabilité sur les routes nationales.
ANAS SpA gère également 905 km d'autoroutes gratuites et plus de 25,4 km de tunnels. Les 5 678,6 km d'autoroutes restants sont concédés par ANAS aux sociétés de gestions privées.

## Les routes nationales italiennes
L'ANAS S.p.A. gère 25 362,118 Km de routes nationales en Italie à l'exception, depuis 1997, des routes de la région autonome du Trentin-Haut-Adige qui est passée à chacune des deux provinces de Bolzano et de Trente.

## Le réseau autoroutier italien actuel

Autoroute A29 en Sicile

Sur un réseau global de plus de 6 500 km d'autoroutes, ANAS SpA en gère directement un peu plus de 1 570 km sans péage et depuis le 8 juillet 2022, selon l'art. 7ter de la Loi N° 108/2022, ANAS gère provisoirement 281 km d'autoroutes à péage les autoroutes A24 et A25, qui relient le Latium aux Abruzzes, jusqu'au 31 décembre 2023.
Les éléments les plus importants sont :
- GRA - Grande Raccordo Anulare de Rome, 68,2 km,
- Autoroute A2 : Salerne-Reggio Calabria, 442,2 km,
- Autoroute italienne A19 : Palerme-Catane en Sicile, 199,6 km,
- Autoroute italienne A29 : Palerme-Mazara del Vallo en Sicile, 114,8 km,
- Autoroutes à péage A24 et A25, 281 km.

En Italie, ANAS S.p.A. a investi 36 milliards d'€uros entre 2018 et 2023, dispose de 21 salles opérationnelles de contrôle du trafic et gère :
- 32 000 km de routes nationales et autoroutes,
- 20.151 ponts et viaducs,
- 2 034 tunnels,

## Rôle et responsabilités de ANAS S.p.A.
- gérer le réseau routier et autoroutier de la propriété de l'État italien et en assurer la maintenance,
- réaliser tous les travaux d'amélioration et de mise à niveau du réseau et de la signalisation routière horizontale et verticale,
- construire les nouvelles voiries, routes et autoroutes, directement ou par des concessions,
- contrôler la bonne exécution des travaux des ouvrages donnés en concession, contrôler la gestion des autoroutes concédées,
- gérer les achats, la construction, la conservation, l'amélioration des biens mobiliers et immobiliers destinés au service des routes et autoroutes d'État,
- mettre en œuvre les textes de loi et règlements sur la protection du patrimoine des routes et autoroutes d'État, gérer le trafic et la signalisation, adopter toutes dispositions nécessaires afin de garantir la sécurité du trafic routier et autoroutier,
- réaliser et participer aux études recherches et expérimentations de tout genre sur la viabilité pour améliorer la fluidité de la circulation,
- effectuer, moyennant rémunération, des missions de conseil et de conception pour des administrations ou organismes publics italiens et étrangers,
- effectuer des services de Police routière, avec son personnel habilité, pour des tâches de prévention et de constat du non-respect des règles de la circulation routière.

## Conseil d'administration
- Président : Edoardo Valente
- Conseillers : Giuseppe Cerutti - Claudio Andrea Gemme - Bortolo Mainardi - Giuseppe Spampinato.

## Participations
ANAS SpA possède des intérêts dans nombreuses sociétés de transport :
- Stretto di Messina S.p.A. - 81,484 %
- Quadrilatero Marche-Umbria S.p.A. - 75,12 %
- Autostrade del Lazio S.p.A. - 50,00 %
- Autostrade del Molise S.p.A. - 50,00 %
- CAL - Concessioni Autostradali Lombarde S.p.A. - 50,00 %
- CAP - Concessioni Autostradali Piemontesi S.p.A. - 50,00 %
- CAV - Concessioni Autostradali Venete S.p.A. - 50,00 %
- Autoroute Asti-Cuneo S.p.A. - 35 %
- SITMB - Société italienne pour le tunnel du mont Blanc S.p.A. - 32,125 %
- SITAF - Société italienne pour le tunnel du Fréjus S.p.A. - 31,746 %
- Groupe italien Infrastructures et Transports pour l’Iraq - 40 %
- CAIE - Consorzio Autostrade Italiane Energia - 10 %
- Consorzio Italian Distribution Council - 6,67 %
- Consel S.c.a.r.l. - 1 %

Source : Società partecipate ANAS S.p.A. Participations de ANAS S.p.A.

## Bilans
| Valeur millions €uros          | Anneé 2021 | Année 2020 | Année 2019 | Année 2018 |
| ------------------------------ | ---------- | ---------- | ---------- | ---------- |
| Chiffre d'affaires             | 2.889,35   | 2.343,08   | 2.163,47   | 2.046,51   |
| Résultat d'exploitation (EBIT) | -6,61      | -19,63     | -25,26     | -11,64     |
| Bénéfice net                   | 0,40       | -168,76    | -71,14     | 2,04       |
| Position financière nette      | -869,49    | -1.061,27  | -1.550,20  | -1.457,65  |
| Fonds propres                  | 2.441,47   | 2.441,66   | 2.611,21   | 2.685,38   |

- 2007

En 2007, ANAS SpA a réalisé un chiffre d'affaires de 1,13 milliard d'euros avec 6 611 salariés. La valeur des réseaux routier et autoroutier que gère l'ANAS s'élève à 4,51 milliards d'euros. Le montant des travaux programmés s'élève à 17,74 milliards d'euros.
- 2008

En 2008, ANAS SpA a réalisé un chiffre d'affaires de 1,29 milliard d'euros, EBITDA de 210,68 M €, EBIT de 115,75 M€ et une marge nette de 3,52 M€. Le nombre de salariés est de 6 630. Sur les 17,24 milliards de travaux à réaliser, le montant des projets approuvés est de 10,28 milliards d'euros, les travaux sur les 34 chantiers en cours engagés cette année s'élèvent à 2,16 milliards d'euros, les travaux des 129 chantiers à débuter en 2008 s'élèvent à 5,43 milliards d'euros.